# Fűzöld galambgomba
A fűzöld galambgomba (Russula aeruginea) a galambgombafélék családjába tartozó, Európában és Észak-Amerikában honos, fenyvesekben és lomberdőkben élő, ehető gombafaj.

## Megjelenése
A fűzöld galambgomba kalapja 5-11 cm széles; fiatalon félgömb alakú, majd domború, idősen laposan kiterülő lesz, ilyenkor közepe mindig bemélyedő. Széle bordázott, felszíne ragadós. Zöld színű, de igen változatos árnyalatú, lehet okkerzöld, szürkészöld, bronzos zöld, a közepén sárgásokker, kis rozsdafoltokkal. A kalapbőr kb. félig húzható le.
Húsa törékeny, öregen puha. Színe fehér, sárgásan foltosodhat. Íze és szaga nem jellegzetes. 
Sűrűn álló lemezei tönkhöz nőttek, féllemeze nincs, vagy alig van. Színük halvány krémszínű, idősen rozsdásan foltosodnak.
Tönkje 5-7 cm magas és 1-2 cm vastag. Alakja hengeres, belül üregesedő. Felülete hosszant ráncolt. Színe fehér, öregen sárgásan vagy rozsdásan foltosodhat.
Spórapora krémszínű-halványsárgás. Spórája ellipszoid, felülete rücskös, amelyeket néhány, hálózatot nem alkotó taraj köt össze; mérete 6-10 x 5-7 μm. 

### Hasonló fajok
A szintén ehető acélszürke galambgombával lehet összetéveszteni.

## Elterjedése és termőhelye
Európában és Észak-Amerikában honos. Magyarországon helyenként gyakori. 
Fenyvesekben és lomberdőkben, erdőszéleken él, elsősorban nyír és fenyők alatt, amelyekkel ektomikorrhizás kapcsolatot létesít. Júliustól októberig terem. 

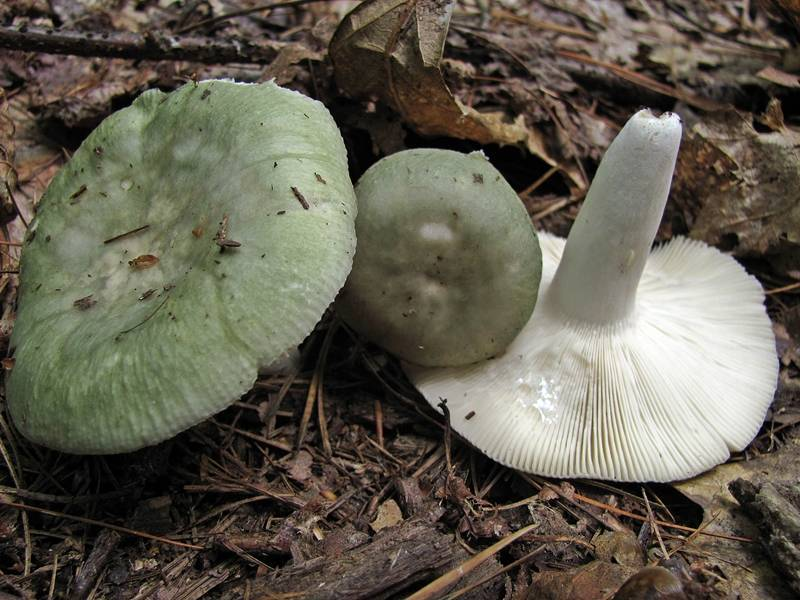
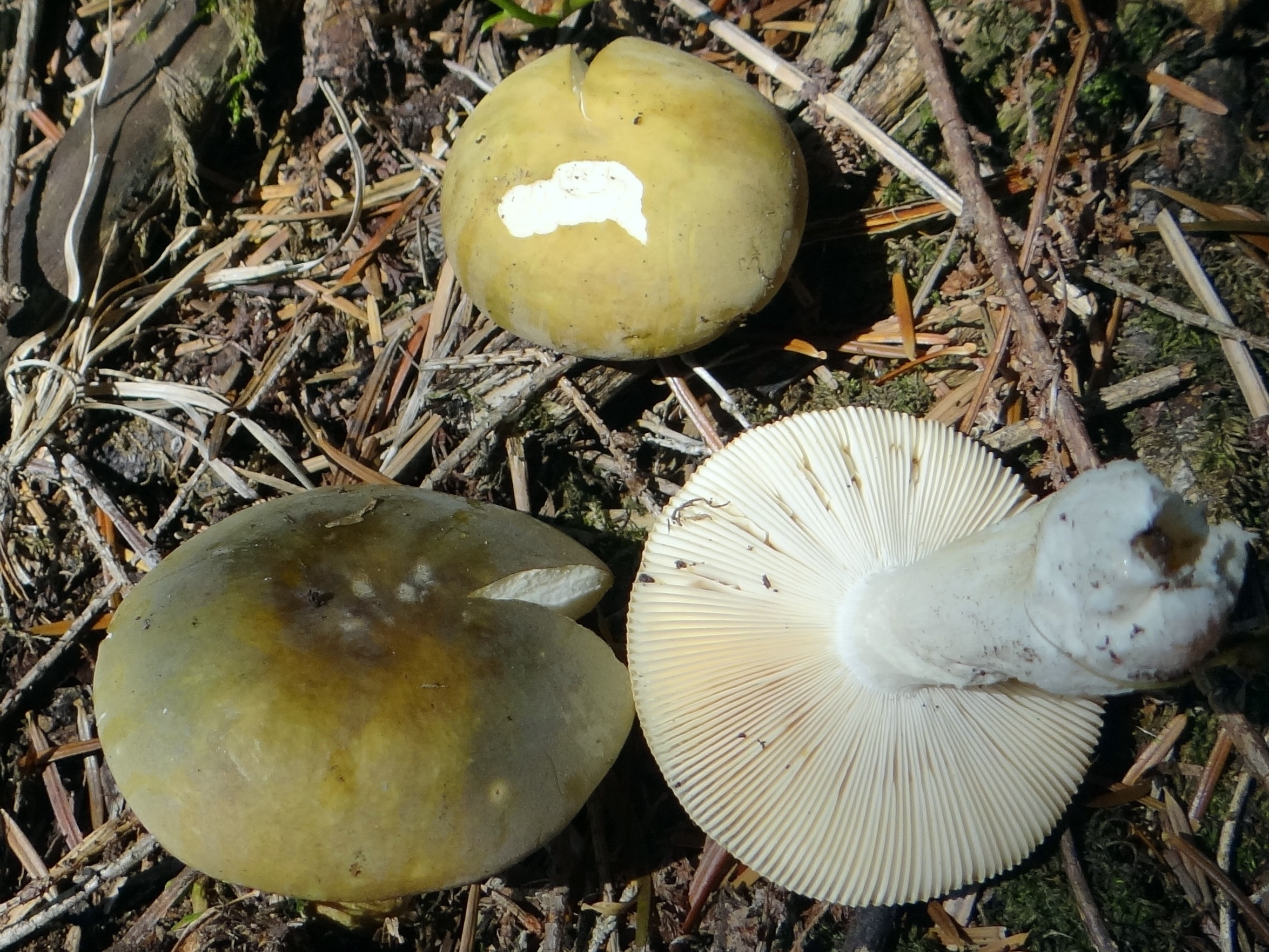
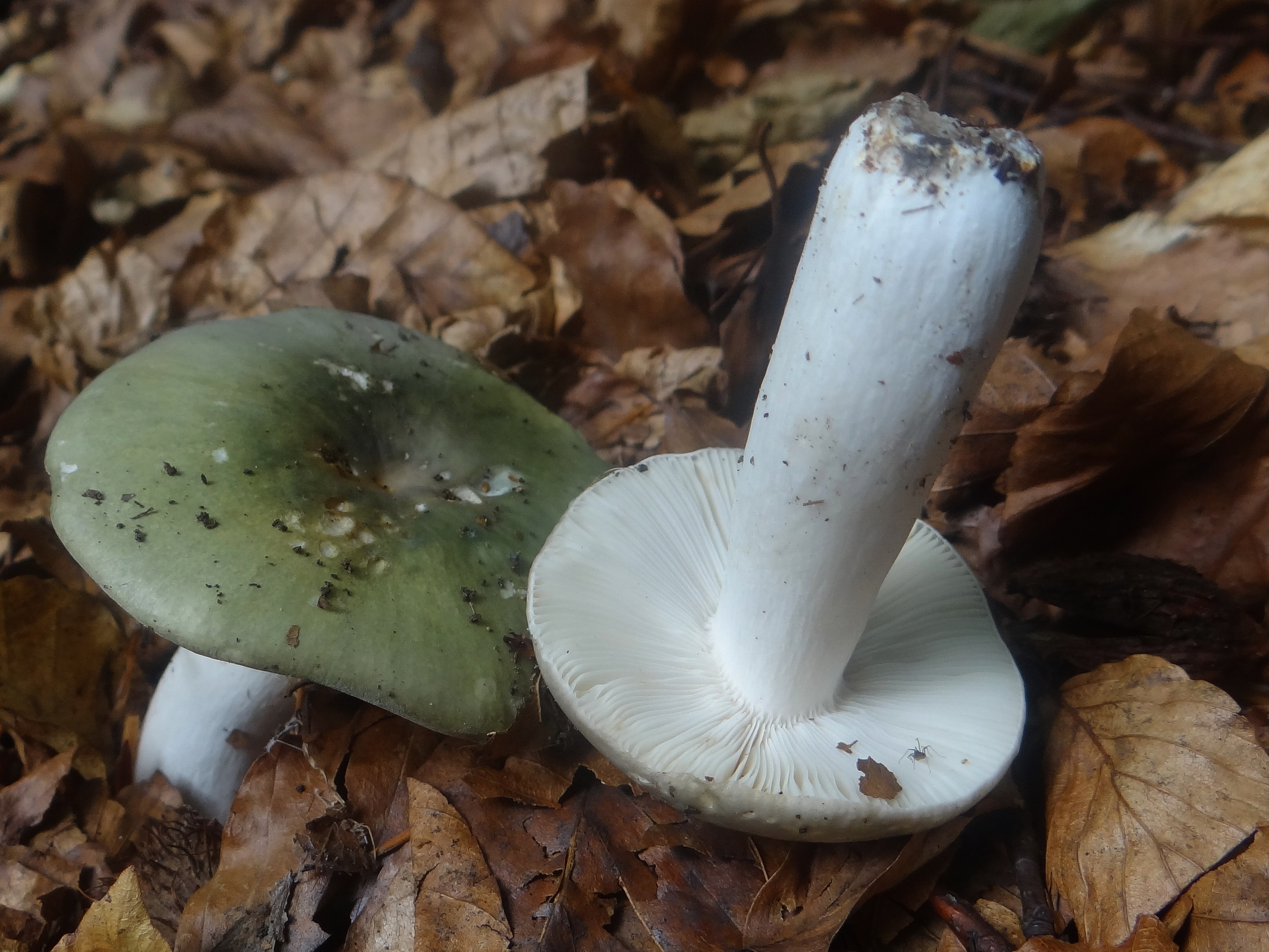
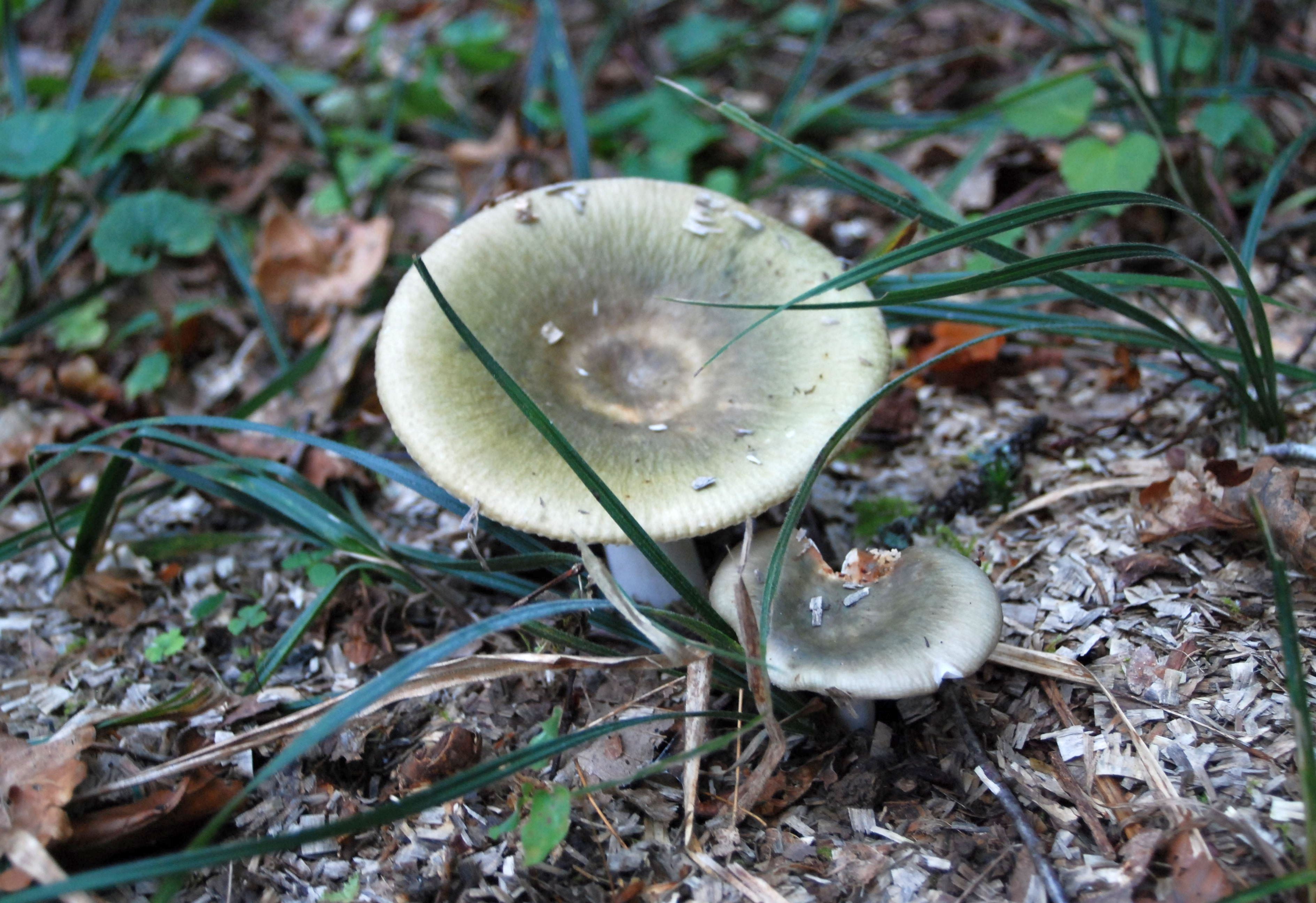
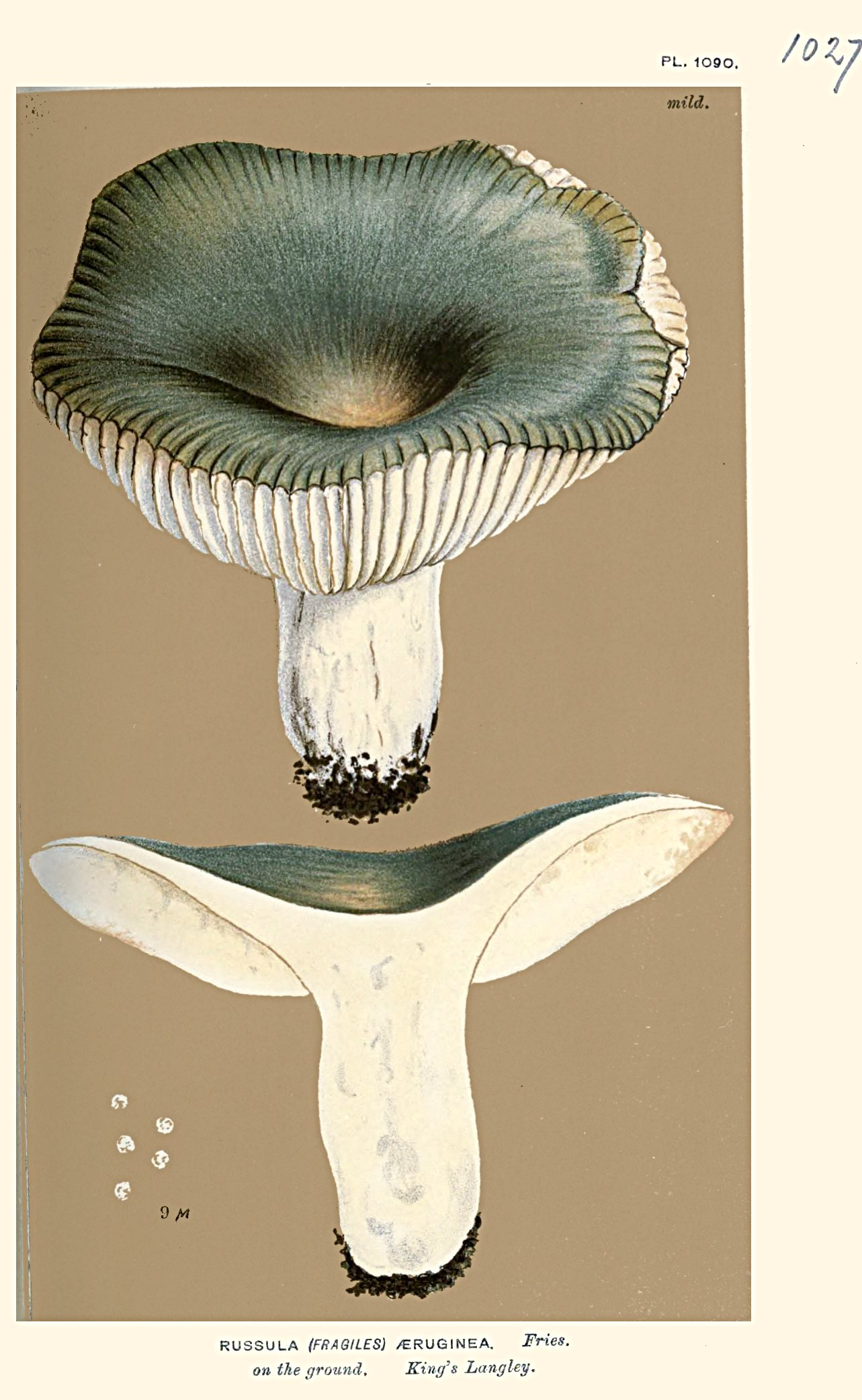

Ehető gomba.